# SIG Sauer P225
SIG Sauer P225 — пистолет, выпускающийся швейцарско-германской компанией SIG Sauer.
SIG Sauer P225 был разработан в 1975 году, он представляет собой дальнейшее развитие пистолета SIG Sauer P220, от которого отличается небольшими техническими изменениями (изменено крепление затвора к рамке, а также размеры и ёмкость магазина).

## Страны-эксплуатанты
Состоит на вооружении Японии, Таиланда, Нигерии, Швейцарии, Дании, Франции, Германии и ещё в некоторых странах.
- Канада — на вооружении военной полиции[англ.][1]